# Erzwespen

Leucospis gigas besitzt die wespentypische schwarz-gelbe Färbung.

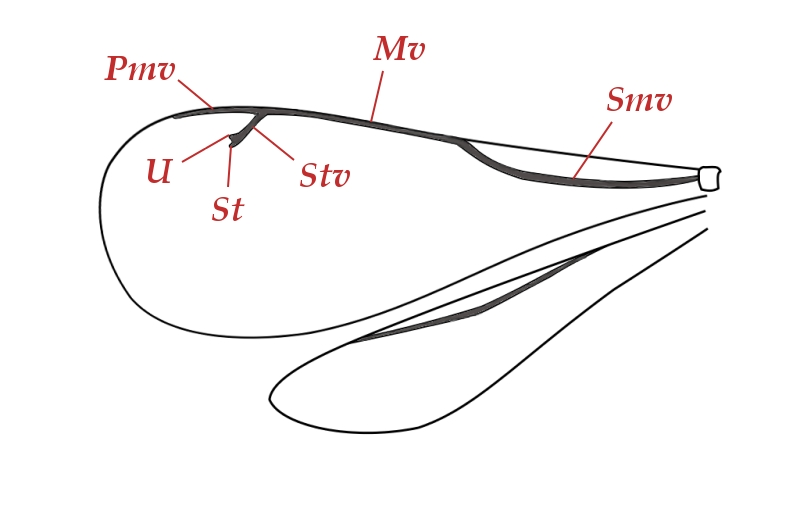
Die Flügeladerung der Erzwespen ist stark reduziert. Mv = Marginalader, Smv = Submarginalader, Pmv = Postmarginalader, Stv = Stigmalader, St = Stigma, U = Uncus

Die Erzwespen (Chalcidoidea) bilden eine Überfamilie der Hautflügler, zu der einige der kleinsten geflügelten Insekten zählen. Sie werden selten größer als 5 Millimeter. Die ungeflügelten Männchen von Dicopomorpha echmepterygis werden nur 0,11 bis 0,24 Millimeter lang. Die meisten Arten sind Parasitoide, rund 80 Arten werden zu den Pflanzenschädlingen gezählt.
Die Erzwespen umfassen etwa 22.000 beschriebene Arten weltweit, von denen wenigstens 2000 Arten in Mitteleuropa vorkommen. Die Erzwespen werden wegen ihrer geringen Größe von den Menschen kaum wahrgenommen. Oft werden sie mit kleinen Fliegen oder anderen Hautflüglern verwechselt. Im Gelände ist die genaue Bestimmung schwierig. Daher wird die Zahl der noch unentdeckten Arten als besonders hoch angesehen, die gesamte Artenzahl innerhalb der Überfamilie wird auf 400.000 bis 500.000 geschätzt.

## Merkmale
Der deutschsprachige Name Erzwespen rührt von der metallischen grünen, blauen, bronzenen oder purpurnen Färbung der meisten Arten her. Einige Arten zeigen aber auch die wespentypische schwarz-gelbe Warnfärbung oder andere Farben.
Die Aderung der Flügel ist gegenüber den anderen Überfamilien der Wespen stark reduziert. Sie haben in den häutigen Vorderflügeln keine vollständig durch Adern umrandeten Zellen. Erzwespen haben nur je eine Ader auf dem vorderen Rand der beiden Vorder- und Hinterflügel. Auf dem Vorderflügel verzweigt sich diese Marginalader in einen postmarginalen und einen stigmalen Ast, einige wenige Arten weisen gar keine Verzweigung auf.
Nur die Scelionidae und Platygastridae aus der Überfamilie der Platygastroidea (früher zu den Zehrwespenartigen oder Proctotrupoidea gerechnet) haben eine ähnlich reduzierte Flügeladerung. Von diesen Gruppen sind die Erzwespen leicht zu unterscheiden, weil sie zwischen der Basis des Vorderflügels und dem Pronotum ein zusätzliches Sklerit, den Prepectus, aufweisen, so dass der Vorderflügel von der seitlichen Ecke des Pronotums leicht abgesetzt erscheint.
Die Erzwespen haben lange Sensillen auf den Fühlern, die oft als parallele weiße Linien entlang der Fühlerglieder zu erkennen sind.

## Lebensweise
Die überwiegende Mehrzahl der Erzwespenarten ernährt sich im Larvenstadium parasitisch. Dabei können Eier, Larven und Puppen sowie die Adultstadien der Wirte befallen werden. Mehrere Arten der Erzwespen sind aber auf bestimmte Pflanzen spezialisiert, andere leben als Larven räuberisch. Auch wenn die meisten Arten eine besondere Spezialisierung aufweisen, wird innerhalb der Überfamilie insgesamt eine große Vielfalt von Nahrungstypen und Ernährungsweisen genutzt. Oft ist die Lebensweise auch zwischen den Arten einer einzigen Gattung höchst unterschiedlich.

### Parasitoide
Unter den parasitischen Erzwespen sind sowohl Endoparasiten, die sich als Larven innerhalb der Wirte ernähren, als auch Ectoparasiten, die auf den Wirtstieren leben. Es gibt Gregärparasitismus, bei dem mehrere Parasiten der gleichen Art einen Wirt befallen, aber hauptsächlich Solitärparasitismus, bei dem sich nur eine Larve von einem Wirt ernährt. Der Befall mit Erzwespenlarven endet meist mit dem Tod des Wirtstiers, es handelt sich also bei den Erzwespen in der Mehrzahl um Parasitoide. Wie bei den Schlupfwespen oder den Grabwespen werden von den Weibchen meist schon die Eier in bzw. auf das Wirtstier gelegt. Die ausschlüpfenden Larven der Erzwespen ernähren sich dann bis zu ihrer Verpuppung von dem Tier.

### Pflanzenschädlinge
Phytophage Arten gibt es in den Familien Eurytomidae (z. B. Eurytoma amygdala, deren Larven in den Früchten des Mandelbaums leben), Eulophidae, Pteromalidae, Tanaostigmatidae und Torymidae. Alle Arten der Familie der Feigenwespen (Agaonidae) entwickeln sich in Feigen. Es werden Pflanzen aus insgesamt 44 verschiedenen Pflanzenfamilien von Erzwespen befallen.

### Räuberische Larven
Einige Larven von Arten der Familie der Encyrtidae sind freilebend und ernähren sich räuberisch von den Eiern verschiedener Napfschildläuse. Andere, aus der Familie der Eurytomidae, erbeuten die Larven von Gallwespen.

## Familien mit Auswahl von Arten
Die Erzwespen werden in folgende Familien unterteilt, von denen die größte die Familie Eulophidae mit nahezu 4500 Arten ist. Burks et al. (2022) führten aufgrund molekularbiologischer und morphologischer Studien eine Aufspaltung und Umgliederung der Pteromalidae durch. Im Rahmen dieser Revision wurden eine Reihe von Unterfamilien und Tribus in den Familienrang erhoben. Die fossile Familie Khutelchalcididae wurde von Gibson et al. (2007) aus der Überfamilie ausgegliedert und wird nun als incertae sedis direkt der Unterordnung Apocrita zugewiesen.
- Agaonidae – Feigenwespen
- Aphelinidae
  - Encarsia formosa
- Azotidae
- Baeomorphidae
- Boucekiidae
- Calesidae
- Ceidae
- Cerocephalidae
- Chalcedectidae
- Chalcididae
  - Brachymeria minuta
  - Brachymeria tibialis
- Chrysolampidae
- Cleonymidae
- Coelocybidae
- Cynipencyrtidae
- Diparidae
- Encyrtidae mit mehr als 3.000 Arten
  - Ixodiphagus hookeri
  - Leptomastix dactylopii
  - Metaphycus flavus
  - Microterys nietneri
- Epichrysomallidae
- Eucharitidae
- Eulophidae (inklusive Elasmidae)
  - Baryscapus tineivorus
  - Sympiesis sericeicornis
  - Tetrastichus coeruleus
- Eunotidae
- Eupelmidae
- Eurytomidae
- Eutrichosomatidae
- Herbertiidae
- Hetreulophidae
- Heydeniidae
- Idioporidae
- Leptoomidae†
- Leucospidae
- Lyciscidae
- Macromesidae
- Megastigmidae
- Melanosomellidae
- Metapelmatidae
- Moranilidae
- Mymaridae – Zwergwespen
- Neanastatidae
- Neodiparidae
- Ooderidae
- Ormyridae
- Pelecinellidae
- Perilampidae
- Pirenidae
- Pteromalidae
- Signiphoridae
- Spalangiidae
- Systasidae
- Tanaostigmatidae
- Tetracampidae
- Torymidae
- Trichogrammatidae

Burks et al. (2022) platzierten folgende Taxa unterhalb dem Familienrang als incertae sedis in die Überfamilie Chalcidoidea:
- Asaphesinae
- Aspidopleura
- Austrosystasinae
- Ditropinotellinae
- Eopelma
- Enoggerinae
- Keryinae
- Louriciinae
- Micradelinae
- Neapterolelapinae
- Parasaphodinae
- Rivasia
- Storeyinae